# Лясковиці (Прудницький повіт)
Лясковиці (пол. Laskowice, нім. Laßwitz) — село в Польщі, у гміні Любжа Прудницького повіту Опольського воєводства.
Населення — 101 особа (2011).
У 1975-1998 роках село належало до Опольського воєводства.

## Демографія
Демографічна структура станом на 31 березня 2011 року:
|          | Загалом | Допрацездатний вік | Працездатний вік | Постпрацездатний вік |
| -------- | ------- | ------------------ | ---------------- | -------------------- |
| Чоловіки | 45      | 8                  | 33               | 4                    |
| Жінки    | 56      | 18                 | 24               | 14                   |
| Разом    | 101     | 26                 | 57               | 18                   |